# 陈燊 (政治人物)
陈燊，清朝政治人物。
陈燊曾于乾隆十四年接替灏善任兴化府知府一职，乾隆十四年由伊靖阿接任。